# 最大電力点追従制御
最大電力点追従制御（英: Maximum power point tracking、MPPT）は、チャージコントローラーまたはパワーコンディショナー（インバータ）などが太陽電池からの電圧と電流の積である電力が最大になる出力電圧で電流を取り出すための制御機能である。
この機能を使用することで日射量に応じて最適の条件で電力を供給できる。インバータが直流/交流変換動作を行わない場合太陽電池の出力電流がゼロなら出力電圧は開放電圧 (VOC) である。コントローラーの電流制御によって徐々に太陽電池の出力電流を増やした時にコントローラーを通過する電力が増えればさらに電流を増やし、逆に増やして電力が減れば電流を減らす方法によって最大電力点に到達する。この制御方法を山登り法(Hill Climbing Method)と呼ぶ。
太陽電池のストリング(直列回路)をストリングコンバータを介して並列接続し1つのアレイを1回路でまとめてMPPTしようとする(単一式、集中式、一括入力方式、集中型パワコン方式)と、樹木や近隣の家屋、太陽電池の支持材等による日光の一部遮蔽があった場合や、全ての太陽電池が同一平面上に無く日光の照射角度に差がある等の場合は、1つの回路の中に複数の特性の太陽電池セルが同時に存在する事になる。その場合電圧-電力グラフで言うところの頂点(微分した値(傾き)が0になる点)が複数存在する事がある。また移動体などに太陽電池を設置した場合には日光の強度や照射パターンが複雑で時間的に急速に変化する場合がある。
これらの場合に山登り法のみを用いていると誤った頂点にトラップされて正しくMPPT出来ない事がある。山登り法はよく目隠しをして山を登るようなものだと言われる。それは、電力の最大点が複数存在したり、経時的に変化する場合は正しく制御できず有効性が低下するからである。
これを避けるためには遮蔽物を取り除く、取り除けない場合等はストリングの取り方を工夫する、平面毎にストリングを分割し各ストリング1回路でそれぞれMPPTする(マルチストリング方式、フルMPPT方式、分散型パワコン方式)、山登り法と共に総当たり法を併用し正しい最大電力点を見出せるよう制御する等の対策を考慮しなければならない。
住宅用太陽光発電用インバータでは太陽電池がアモルファス、結晶系などはそれぞれ多様な電流・電圧特性を持つため、いずれの特性の太陽電池に対しても経時的に正しく安定して最大電力点に追従して運転することが求められる。このため電流・電圧特性とその経時的な変動パターンを解析し、最大点追随の範囲や速度、頻度などを最適化するなどのアルゴリズムの改良が模索されている。
最大電力点追従制御は，コントローラーでの直流運転電圧を太陽電池アレイと直流ケーブルを通した最大電力点の電圧に近付ける働きをする。最大電力点追従制御は太陽光発電システムの使用者による測定が困難でインバーターの直流／交流変換の効率と同じく製造者による性能表示が重要である。